# Club Veracruzano de Fútbol Tiburón
El Club Veracruzano de Fútbol Tiburón fue un equipo de fútbol de la ciudad de Veracruz en el estado de Veracruz, que participaba  en la Liga de Balompié Mexicano en la máxima categoría.

## Historia
El equipo nace el 14 de mayo de 2020 como la quinta franquicia fundadora de la nueva Liga de Balompié Mexicano. Al día siguiente se confirmó a Diego Bartolotta como presidente de la institución. El 14 de junio se oficializó la llegada de Gustavo Matosas como presidente deportivo. Unos días después se presentó a Daniel Bartolotta como director deportivo del equipo. El 11 de julio de 2020 se anunció a Franco Arizala como el primer refuerzo y jugador en la historia de equipo, sin embargo, el jugador permaneció seis meses más con Alebrijes de Oaxaca a petición suya.
El 17 de octubre de 2020 el equipo disputó su primer partido oficial en la Liga, siendo derrotado por 1-3 ante el entonces llamado Atlético Jalisco, Josué Bustos anotó el primer gol en la historia de la institución. La primera victoria en la historia del club llegó una semana después, derrotando a domicilio al San José Fútbol Club con un marcador de 1-2.
Los primeros juegos del equipo se disputaron sin tener un estadio oficial, puesto que el uso Estadio Luis "Pirata" Fuente fue negado por su administrador, siendo los estadios USBI Xalapa y Los Héroes de Tlapacoyan las sedes temporales del club.
En noviembre de 2020 el equipo comenzó a sufrir una crisis institucional, el día 4 Gustavo Matosas renunció a su cargo, dos días más tarde Carlos Peña y Jorge Enríquez abandonaron el club. Posteriormente, el 17 del mismo mes Diego Bartolotta dimitió como presidente del club. Tras esto, el club intentó cambiar de dueños luego de establecerse definitivamente en Tlapacoyan, sin embargo, no se logró concretar un cambio de administración.
El 1 de diciembre de 2020 la franquicia fue congelada por la Liga debido a los problemas que afectaron a la institución, sin embargo, al tratarse de una pausa temporal el club podría continuar participando en la siguiente temporada si logra concretarse el cambio de directiva y la nueva administración consigue cumplir con los requisitos establecidos por la LBM.

## Estadio
En un principio el equipo buscó jugar sus partidos como local en el Estadio Luis "Pirata" Fuente, escenario tradicional del fútbol veracruzano, sin embargo, Fidel Kuri Grajales, por entonces beneficiario del comodato para usar el inmueble, declaró que no permitiría el uso de la instalación deportiva al club mientras este integrara la palabra Tiburón en su denominación, a diferencia del Atlético Veracruz que sí pudo hacer uso del recinto durante una temporada.
El Club Veracruzano debió disputar su primer partido en la LBM jugando como local en el estadio USBI de Xalapa, con capacidad aproximada para 4,000 espectadores. Para su segundo cotejo, los tiburones eligieron el estadio Héroes de Tlapacoyan, el cual tiene una capacidad para albergar a 5,000 aficionados, y que posteriormente se convirtió en la sede oficial de los escualos durante su participación en la temporada.

## Indumentaria
El 11 de junio presentó el uniforme de gala, el cual era completamente negro con vivos en color dorado. Al siguiente día se presentó el uniforme de visitante, siendo blanco con tonos en azul y rojo. El 24 de septiembre se presentó la equipación local, que consiste en una camiseta roja con una V blanca y detalles en azul marino, con el pantalón y las medias también en azul marino, este uniforme se inspiró en los que históricamente han sido utilizados por los Tiburones Rojos de Veracruz.